# Bamako (Diébougou)
Pour les articles homonymes, voir Bamako (homonymie).
Balignar est une localité située dans le département de Diébougou de la province du Bougouriba dans la région Sud-Ouest au Burkina Faso. En 2006, cette localité comptait 913 habitants dont 51 % de femmes.

## Géographie
Le village est traversé par la route nationale 20.

## Santé et éducation
Bamako accueille un centre de santé et de promotion sociale (CSPS) tandis que le centre médical avec antenne chirurgicale (CMA) de la province se trouve à Diébougou.
Le village possède une école primaire publique.